# Бувалкин, Владислав Витальевич
Владисла́в Вита́льевич Бува́лкин (укр. Владислав Віталійович Бувалкін, позывной — Туман; 17 сентября 1979, Сахалин — 20 марта 2022, Макаров) — украинский военнослужащий, мастер-сержант, участник российско-украинской войны. Герой Украины (23 августа 2022, посмертно).

## Биография
Родился 17 сентября 1979 года в семье военнослужащего. Детские годы прошли на Сахалине. В 8-летнем возрасте после гибели отца, вместе с матерью переехал в Полтаву. Затем долгое время жил в Одессе, был успешным бизнесменом. Занимался парашютным спортом и спортивной стрельбой.
С началом войны на востоке Украины в 2014 году Владислав и два его брата добровольно пошли в военкомат. Служил в государственной пограничной службе Украины. Рискуя жизнью, старший матрос Бувалкин под артиллерийским обстрелом вернулся на заминированный украинскими пограничниками при уходе перед превосходящими силами пункт пропуска «должанский». Главная цель: не оставить противнику Флаг Украины, вывешенный на сторожевой вышке. После того как вышли из окружения, первый звонок воина был к сыну.
В 2019 году служил в СБУ.
20 марта 2022 года в составе группы подразделения спецназначения Службы безопасности Украины Владислав Бувалкин с военнослужащими ВСУ участвовал в боях возле поселка Макаров Киевской области. Погиб в бою.
23 марта 2022 года состоялось прощание с Владиславом Бувалкиным в Киевском крематории. Прах Героя Украины похоронен в колумбарии Байкового кладбища, у центрального входа.
16 апреля 2022 года в День окружающей среды жена Владислава Бувалкина Маргарита с сыном Даниилом приняла участие в акции «Лес Победы» на территории Рожанского лесничества вблизи села Нижняя Рожанка Славской поселковой общины Стрыйского района Львовской области. На эту акцию Маргарита привезла с собой в небольшой урне прах Владислава. Посадив несколько маленьких пихт, она подпитала их этим прахом. «Мы сделали так, чтобы продлить жизнь моему мужу и отцу Даниилу. Хотим, чтобы в Карпатах росли деревья в его память. Раньше каждый год всей семьей приезжали сюда отдыхать. Летом прошлого года прошли весь Черногорский хребет» — сказала она. Чтобы запомнить место именных пихт, когда придут со временем «навестить» их, Маргарита обозначила их зелёной банданой. А главный лесничий Славского гослесхоза Андрей Колодяжный дополнительно зафиксировал геолокацию деревьев, посаженных в честь героя-одессита Владислава Бувалкина.
29 августа 2022 года в День памяти защитников Украины, погибших в борьбе за независимость, суверенитет и территориальную целостность Украины, Президент Украины Владимир Зеленский передал орден «Золотая Звезда» членам семьи погибшего Героя Украины.
18 сентября 2022 года в небе над Одессой, часть праха Владислава был развеян его другом.

## Награды
- Звание «Герой Украины» с удостоением ордена «Золотая Звезда» (24 августа 2022, посмертно) — за личное мужество и героизм, проявленные в защите государственного суверенитета и территориальной целостности Украины, верность военной присяге[5].

- Орден «За мужество» I степени (21 марта 2019) — за личное мужество и самоотверженные действия, проявленные в защите государственного суверенитета и территориальной целостности Украины, верность военной присяге, образцовое исполнение служебного долга[6].

- Орден «За мужество» II степени (12 октября 2016) — за личное мужество и самоотверженные действия, проявленные в защите государственного суверенитета и территориальной целостности Украины[7].

- Орден «За мужество» III степени (6 октября 2014) — за личное мужество и самоотверженные действия, проявленные в защите государственного суверенитета и территориальной целостности Украины, верность военной присяге[8].

- Знак отличия Президента Украины «За участие в Антитеррористической операции»[9].

## Память
26 марта 2024 года улица Генерала Бочарова в Одессе переименована в улицу Владислава Бувалкина.